# Blekryggad hårstövslända
Blekryggad hårstövslända (Trichopsocus dalii) är en insektsart som först beskrevs av Mclachlan 1867.  Blekryggad hårstövslända ingår i släktet Trichopsocus och familjen hårstövsländor. Arten är reproducerande i Sverige. Inga underarter finns listade i Catalogue of Life.